# Johannes Thomas
Johannes Thomas   (Dresden, 11 de setembre de 1949) és un remer alemany, ja retirat, que va competir com a timoner sota bandera de la República Democràtica Alemanya durant la dècada de 1970.
El 1976 va prendre part en els Jocs Olímpics d'Estiu de Mont-real, on guanyà la medalla de plata en la prova del quatre amb timoner del programa de rem. Formà equip amb Andreas Schulz, Rudiger Kunze, Walter Dießner i Ullrich Dießner.
En el seu palmarès també destaca el campionat nacional del quatre amb timoner de 1972.